# Aprostocetus indigenus
Aprostocetus indigenus är en stekelart som först beskrevs av Girault 1932.  Aprostocetus indigenus ingår i släktet Aprostocetus och familjen finglanssteklar. Inga underarter finns listade i Catalogue of Life.